# Elisabeth Brandau
Elisabeth Brandau (16 de diciembre de 1985) es una deportista alemana que compite en ciclismo de montaña en la disciplina de campo a través. Ganó una medalla de plata en el Campeonato Mundial de Ciclismo de Montaña de 2018 y una medalla de bronce en el Campeonato Europeo de Ciclismo de Montaña de 2019.

## Palmarés internacional
| Campeonato Mundial | Campeonato Mundial     | Campeonato Mundial | Campeonato Mundial         |
| Año                | Lugar                  | Medalla            | Competición                |
| ------------------ | ---------------------- | ------------------ | -------------------------- |
| 2018               | Lenzerheide (Suiza)    | Medalla de plata   | Campo a través por relevos |
| Campeonato Europeo |                        |                    |                            |
| Año                | Lugar                  | Medalla            | Competición                |
| 2019               | Brno (República Checa) | Medalla de bronce  | Campo a través             |